# Lophoptera albopunctata
Lophoptera albopunctata là một loài bướm đêm trong họ Noctuidae.